# نيكولا أليكساندر باربييه
نيكولا أليكساندر باربييه (بالفرنسية: Nicolas-Alexandre Barbier)‏ هو رسام فرنسي، ولد في 18 أكتوبر 1789 في باريس في فرنسا، وتوفي في 4 فبراير 1864.